# Laurent Rochette
Laurent Rochette (1723 - 1772) est un des grands maîtres du style Louis XV, exposé sous ce titre au Musée des arts décoratifs de Paris, et fait partie des rares ébénistes dont les créations sont illustrées par des photographies dans l'ouvrage de référence de Pierre Kjellberg sur le mobilier français du XVIIIe siècle. Peu d'informations sont disponibles sur lui malgré la qualité de son travail.
Laurent Rochette, né en 1723, devint en 1745 « ébéniste privilégié devant la cour », titre qui lui donnait les mêmes avantages que la maîtrise. Il établit son atelier rue de Charonne et tient aussi un magasin de meubles rue Saint-Antoine où il est mentionné jusqu'en 1770. 
Ses meubles Louis XV, classiques, en bois de placage, font preuve d'un travail soigné et estimé. 
Ses créations sont exposées entre autres au Metropolitan Museum of Art,, au Musée des arts décoratifs de Paris et à l'Osterreichisches Museum de Vienne.